# Camna
Camna – wieś w Rumunii, w okręgu Arad, w gminie Șilindia. W 2011 roku liczyła 45 mieszkańców. 